# Rio Panuco (Schiff)
Die Passagierschiffe Rio Panuco und Rio Bravo wurden 1924 als die ersten deutschen Schiffe für den Westindiendienst der Ozean-Dampfer AG der Flensburger Dampfercompagnie Harald Schuldt & Co. bei der Germaniawerft in Kiel gebaut.

## Einsatz nach Mittelamerika
Die Rio Bravo lief am 7. Januar 1924 bei der Germaniawerft in Kiel für die Flensburger Dampfercompagnie AG (nach dem Zweiten Weltkrieg Flensburger Dampfercompagnie Harald Schuldt & Co.) von Stapel. Bei ihrer Indienststellung am 14. August 1924 war sie das erste motorgetriebene Übersee-Passagierschiff der Welt und das größte in Flensburg beheimatete Schiff. Am 2. Oktober kam mit der Rio Panuco ein zweites Schiff auf der "Ozean-Linie" der Reederei von Hamburg über Kuba nach Vera Cruz zum Einsatz. Wegen guter Nachfrage wurde die Passagierkapazität der Schiffe durch den Einbau weiterer Kabinen für 84 Passagiere II. Klasse 1926 erweitert. Während der großen Weltwirtschaftskrise mussten die „Schuldt Linie“ und deren Schiffe 1931 an den Norddeutschen Lloyd (NDL) verkauft werden.
Der NDL versuchte ab 1932, den hinzugewonnenen Mittelamerika-Dienst, der zuletzt bis 1874 intensiv betrieben worden war, erheblich zu verstärken und setzte die beiden erworbenen Schwesterschiffe, die Madrid sowie zwei Schiffe der neuen Sierra-Klasse unter Einbindung des alten NDL-Anlaufhafens Galveston nach Mexiko ein. Nach gutem Beginn blieb schon 1933 ein wirtschaftlicher Erfolg aus. Die Schwesterschiffe mussten aufgelegt werden. Die Rio Panuco diente ab dem 20. Januar 1934 als Seemännische Fachschule des NDL.

## Linienverkehr in der Südsee
Der NDL hatte seine von 1900 bis 1914 intensiv betriebene Ostasiatische Küstenfahrt, seine Austral-Japan-Linie und den Verkehr in der Südsee durch den Krieg verloren. Seit Februar 1929 versuchte er in diesem Feld wieder Fuß zu fassen, als der Dampfer Bremerhaven (1.617 BRT, Bj. 1920) mit einer kleinen Passagiereinrichtung von Hongkong wieder Rabaul anlief. Dieser Dienst wurde 1932 durch den Dampfer Friederun (2.464 BRT, Bj. 1924) mit Passagierplätzen für 21 weiße Reisende und 32 Einheimische verstärkt.

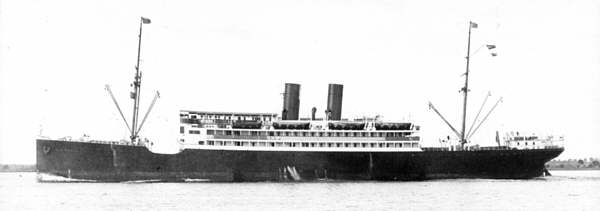
Die Rio Bravo, dann Merkur

1934 beschloss der NDL, sich noch stärker in der Südsee zu engagieren. Er benannte die beiden Schiffe in Neptun und Merkur um und wollte mit ihnen einen Dienst zwischen Australien, Neuguinea und Hongkong eröffnen. Die ab September 1934 beworbenen Erstreisen beider Schiffe waren in kurzer Zeit ausgebucht. Am 8. Oktober liefen beide Schiffe nach Australien aus.
Diese Linie hätte in Konkurrenz zur australischen Reederei Burns, Philp & Co gestanden, die die australische Regierung aufforderte, das Anlaufen von Neuguinea durch die deutsche Gesellschaft zu verhindern. Die Regierung erklärte sich dazu nicht bereit, wollte aber Burns, Philp & Co bei einem Ankauf der Schiffe unterstützen.
So wurden beide Schiffe noch auf der Anfahrt in ihr neues Einsatzgebiet von den Australiern erworben. Die Merkur führte allerdings trotz des erfolgten Verkaufes ihre erste Reise im Dezember noch unter NDL-Flagge durch. Sie behielt auch in australischen Diensten ihren Namen, die Neptun wurde in Neptuna umbenannt.
Die Neptuna wurde auf der Linie Australien, Neuguinea, Philippinen, Hongkong, Saigon eingesetzt. Saigon in Französisch-Indochina war damals der Hauptversorgungsplatz für Reis nach Neuguinea. Die Merkur kam zusammen mit der ebenfalls ehemals deutschen Marella (7.475 BRT, 1914, ex Wahehe) auf der Linie entlang Java nach Singapur zum Einsatz. Bei Kriegsbeginn 1941 wurden Neptuna und Merkur zur Versorgung alliierter Truppen herangezogen.

## Versenkung derNeptuna

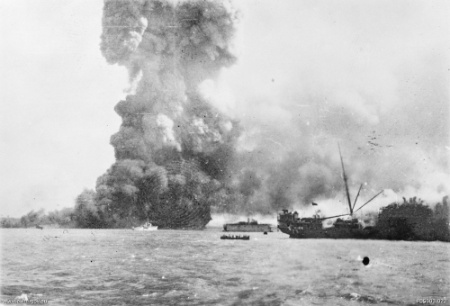
Explosion der Neptuna

Die Neptuna gehörte zu den Verlusten des Luftangriffs der japanischen Trägerflotte auf Darwin im Northern Territory. Dieser Angriff wird auch das „Pearl Harbor Australiens“ genannt. Obwohl ein weniger bedeutendes militärisches Ziel, wurden auf Darwin mehr Bomben geworfen als beim Angriff auf Pearl Harbor. Wie Pearl Harbor war die australische Stadt unvorbereitet. Keiner der 1942/43 folgenden 58 Angriffe war so verheerend wie der erste Angriff am 19. Februar 1942.
Darwin hatte noch etwa 2.000 Einwohner, da die normale Zivilbevölkerung von etwa 5.000 schon durch Evakuierungen reduziert war. An dem strategisch wichtigen Hafen und Flugplatz befanden sich inzwischen fast 15.000 alliierte Soldaten. Die Neptuna hatte Verstärkungen nach Darwin transportiert und wurde zerstört, als sie Munition auslud. Bomben explodierten in ihrem Salon und im Maschinenraum und setzten sie in Brand. Es gab bereits 45 Tote und viele Schwerverletzte, als die Mannschaft begann, das Schiff zu verlassen. Da explodierten noch 200 Tonnen Wasserbomben, die Stahlteile über den gesamten Hafen schleuderten und einen riesigen Feuerball und Rauchpilz bildeten, bevor sich die Besatzung in Sicherheit begeben konnte. Mindestens 55 Besatzungsmitglieder der Neptuna starben (darunter 45 Chinesen).
Sieben weitere Schiffe wurden bei dem Angriff versenkt:
- der Zerstörer USS Peary (1.190 ts, 80 Tote, 13 Verletzte)
- der Truppentransporter USAT Meigs (11.358 ts, 2 Tote),
- das von Australien als Truppentransporter genutzte Passagierschiff Zealandia (6.683 t, 2 Tote)
- das Patrouillenboot HMAS Mavie (19 t)
- der amerikanische Frachter Mauna Loa (5.436 BRT.)
- der britische Tanker British Motorist (6.891 t, 2 Tote)
- das Kohlendepot Kelat (1.849 ts)

Beschädigt aber nicht zerstört wurde das Lazarettschiff Manunda (9.119 BRT, 15 Tote, 59 Verwundete) und
der Zerstörer William B. Preston (1.190 ts, 13 Tote), der auf See angegriffen wurde und Derby anlaufen konnte.
An Flugzeugen gingen zehn P-40, ein B-24-Bomber, drei C-45-Transporter und drei PBY-Catalina-Flugboote der US-Streitkräfte und sechs Lockheed Hudsons der RAAF verloren.
2001 wurde in Darwin ein Gedenkstein für 292 Opfer aufgestellt. Allerdings ist diese Zahl strittig, sie soll höher liegen (bis 1.500 Tote).
Das Wrack der Neptuna wurde 1960 durch eine japanische Firma beseitigt. Reste des Schiffes sollen aber immer noch im Hafen von Darwin liegen.

## SchwesterschiffMerkurim Krieg
Die Merkur diente im Krieg, anfangs von Noumea aus, den Alliierten als Versorger beim Vormarsch über die Inseln Richtung Philippinen. Sie diente als ziviles Schiff, auch wenn sie bis Kriegsende immer mehr Bewaffnung erhielt. Am 10. November 1944 im Seeadler Harbor auf Manus explodierte in ihrer unmittelbaren Nähe das Munitionsschiff Mount Hood. Die Ursache blieb unklar, von japanischer Seite wurde der Erfolg einem Mini-U-Boot zugeschrieben.
Bei Kriegsende befand sich die Merkur in Morotai und lief selbstständig voll erleuchtet sofort zur Subic-Bucht in den Philippinen, zur Versorgung des australischen Flaggschiffes, des schweren Kreuzers Shropshire, um ihm die Teilnahme an der Kapitulation Japans in Tokio zu ermöglichen.
1946 bis 1948 blieb die Merkur im Regierungseinsatz und transportierte vor allem Personal und Versorgungsgüter zum australischen Besatzungskontingent nach Kure, Japan. Nach gründlicher Überholung in Sydney kam sie 1949 wieder in den Dienst ihrer Eigner und 1953 wurde sie abgebrochen.